# Ducado de Montoro
El ducado de Montoro es un título nobiliario español creado el 12 de abril de 1660 con grandeza de España por el rey Felipe IV a favor de Luis Méndez de Haro y Sotomayor, hijo del v marqués del Carpio. Su nombre se refiere al municipio andaluz de Montoro, en la provincia de Córdoba. 
En 1994, la XVIII duquesa de Alba de Tormes cedió el título de duquesa de Montoro a su hija María Eugenia Martínez de Irujo y Fitz-James Stuart, desligándolo así a futuro de la casa del Carpio.

## Duques de Montoro
|                        | Titular                                       | Periodo                |
| Creación por Felipe IV | Creación por Felipe IV                        | Creación por Felipe IV |
| ---------------------- | --------------------------------------------- | ---------------------- |
| I                      | Luis Méndez de Haro y Sotomayor               | 1660-1661              |
| II                     | Gaspar de Haro y Fernández de Córdoba         | 1661-1687              |
| III                    | Catalina de Haro y Enríquez                   | 1687-1733              |
| IV                     | María Teresa Álvarez de Toledo y Haro         | 1733-1755              |
| V                      | Fernando de Silva y Álvarez de Toledo         | 1755-1776              |
| VI                     | María Teresa de Silva y Álvarez de Toledo     | 1776-1802              |
| VII                    | Carlos Miguel Fitz-James Stuart y Silva       | 1802-1835              |
| VIII                   | Jacobo Fitz-James Stuart y Ventimiglia        | 1847-1871              |
| IX                     | María Luisa Fitz-James Stuart y Portocarrero  | 1871-1876              |
| X                      | Carlos María Fitz-James Stuart y Portocarrero | 1876-1901              |
| XI                     | Jacobo Fitz-James Stuart y Falcó              | 1901-1954              |
| XII                    | Cayetana Fitz-James Stuart y Silva            | 1954-1994              |
| XIII                   | Eugenia Martínez de Irujo y Fitz-James Stuart | 1994-actual titular    |

## Historia de los duques de Montoro
- Luis Méndez de Haro y Sotomayor (Valladolid, 1598-26 de noviembre de 1661), I duque de Montoro,[2] VI marqués del Carpio, IV conde de Olivares, IV marqués de Eliche, II conde de Morente, señor de Adamz, y Pero Abad, canciller mayor de las Indias, caballerizo mayor, gentilhombre de cámara y primer ministro de Felipe IV de España, así como comendador mayor de la Orden de Alcántara, y alcaide de los reales alcázares de Sevilla y Córdoba.[2]

Casó con Catalina de Aragón Folch de Cardona.  Le sucedió su hijo:
- Gaspar de Haro y Fernández de Córdoba(m. 16 de noviembre de 1687), II duque de Montoro,[2] VII marqués del Carpio, V conde de Olivares, V marqués de Eliche, III conde de Morente, señor de Adamuz y Pero Abad, caballerizo mayor, alcaide perpetuo de los reales alcázares de atarazanas de Córdoba, gobernador de Flandes, caballero de Alcántara, virrey de Nápoles, embajador en Roma, etc.

Casó en primeras nupcias con Antonia María Catalina de la Cerda, y en segundas en 11 de junio de 1671 con Teresa Enríquez de Cabrera y Toledo.  Le sucedió su única hija del segundo matrimonio:
- Catalina de Haro y Enríquez (13 de marzo de 1672-2 de noviembre de 1733), III duquesa de Montoro,[2] VIII marquesa del Carpio, VI condesa de Olivares, IV marquesa de Eliche, IV condesa de Morente, VIII condesa de Monterrey, VII condesa de Fuentes de Valdespero, III marquesa de Tarazona.[2]

Casó con Francisco Álvarez de Toledo y Silva X duque de Alba, El ducado de Montoro como resultado de este matrimonio, recayó en la Casa de Alba. Le sucedió su hija:
- María Teresa Álvarez de Toledo y Haro (1691-22 de enero de 1755), IV duquesa de Montoro, IX condesa de Monterrey, XI duquesa de Alba,[4], XIII condesa de Lerín,  XII condesa de Osorno, IV marquesa de Tarazona, V condesa de Fuentes de Valdepero,[5] etc.

Casó el 8 de julio de 1714 con Manuel de Silva Mendoza, X conde de Galve.} Le sucedió su hijo:
- Fernando de Silva y Álvarez de Toledo, (Viena, 27 de octubre de 1714-15 de noviembre de 1776), V duque de Montoro,[5] X Conde de Monterrey,[5] XII duque de Alba,[4] V marqués de Tarazona, VI conde de Fuentes de Valdepero,[6] etc., capitán general de los Reales Ejércitos, mayordomo mayor, decano del Consejo de Estado, director de la Real Academia Española y caballero de la Orden del Toisón de Oro.[7]

Casó el 11 de octubre de 1731 con María Manuela Bernarda de Toledo y Portugal, X duquesa de Huéscar. Le sucedió su nieta, hija de Francisco de Paula de Silva y Álvarez de Toledo, que falleció antes que su padre en 1733, y de su esposa, María del Pilar Ana de Silva y Sarmiento de Sotomayor.
- María Teresa de Silva, también llamada María Pilar Teresa Cayetana de Silva y Silva Álvarez de Toledo,[8] (Madrid, 1762-23 de julio de 1802), VI duquesa de Montoro,[8] XI condesa de Monterrey, XIII duquesa de Alba,[7] VII marquesa de Tarazona, VII condesa de Fuentes de Valdepero,[8] etc.

Casó con su  primo, José María Álvarez de Toledo y Guzmán, XV duque de Medina Sidonia.  Sin descendencia, le sucedió su sobrino:
- Carlos Miguel Fitz-James Stuart y Silva (Madrid, 19 de julio de 1794-7 de octubre de 1835), VII duque de Montoro,[8] XII conde de Monterrey,[8] XIV duque de Alba, XVIII condado de Lemos,[10] XIII marqués de Tarazona, VIII conde de Fuentes de Valdepero, etc.[8] y prócer del Reino.[7] hijo de Jacobo Felipe Fitz-James Stuart zu Stolberg-Gedern y de María Teresa de Silva-Fernández de Híjar y de Palafox.[10]

Casó el 15 de febrero de 1817 con Rosalía de Ventimiglia y Moncada (1798-1868). El 21 de noviembre de 1847 le sucedió su hijo:
- Jacobo Fitz-James Stuart y Ventimiglia (Palermo, 3 de junio de 1821-10 de julio de 1881), VIII duque de Montoro,[8][11] XIII conde de Monterrey,[8], XV duque de Alba, IX marqués de Tarazona, IX conde de Fuentes de Valdepero,[8] etc. y senador.[7]

Casó con el 14 de febrero de 1844 con Francisca de Sales Portocarrero y Kirkpatrick, IX condesa de Montijo  y XVIII condes de Miranda del Castañar. Cedió el título a su hija que le sucedió en 1871:
- María Luisa Fitz-James Stuart y Portocarrero (Madrid, 19 de febrero de 1853-Sevilla, 9 de febrero de 1876), IX duquesa de Montoro,[12][11] XV marquesa de Valdejunqillo, XVI marquesa de Mirallo, señora de Valdés de Salas.[12]

Casó el 22 de octubre de 1875 con Luis María Fernández de Córdoba y Pérez de Barradas, XVI duque de Medinaceli, de quien fue la primera esposa.  Sin descendencia, le sucedió su hermano:
- Carlos María Fitz-James Stuart y Portocarrero (Madrid, 4 de diciembre de 1849-13 de octubre de 1901), X duque de Montoro,[11] XIV conde de Monterrey,[12] XVI duque de Alba, X marqués de Tarazona, X conde de Fuentes de Valdepero, etc.,[12] senador, caballero del Toisón de Oro,[7] etc.

Casó el 10 de diciembre de 1877 con María Rosario Falcó y Osorio, XXI condesa de Siruela. El 9 de septiembre de 1902 sucesió su hijo:
- Jacobo Fitz-James Stuart y Falcó (Madrid, 17 de octubre de 1878-24 de septiembre de 1953), XI duque de Montoro,[11] XV conde de Monterrey,[12] XVII duque de Alba, XI marqués de Tarazona, XI conde de Fuentes de Valdepero, XX conde de Villalba, II duque de Huéscar, etc.[12] ministro de Estado e Instrucción Pública, director de la Real Academia de la Historia, embajador en Londres, senador y caballero del Toisón de Oro, etc.[7]

Casó el 7 de octubre de 1920, en Londres, con María del Rosario de Silva y Gurtubay, X marquesa de San Vicente del Barco. Cedió el título del ducado de Montoro a su hija que le sucedió en 1954:
- Cayetana Fitz-James Stuart (Madrid, 28 de marzo de 1926-Sevilla, 20 de noviembre de 2014), XII duquesa de Montoro,[11] XVI condesa de Monterrey, XVIII duquesa de Alba,[7] XII marquesa de Tarazona, XII condesa de Fuentes de Valdepero, etc.[12] Cedió el título a su hija que le sucedió en 1994:

- Eugenia Martínez de Irujo y Fitz-James Stuart XIII duquesa de Montoro.[11]